# Tetradecan
Tetradecanul este un alcan superior cu formula chimică CH3(CH2)12CH3.